# صخرة عبد الشيخ (الرقة)
صخرة عبد الشيخ قرية سورية تتبع ناحية عين عيسى في منطقة تل أبيض في محافظة الرقة. بلغ عدد سكانها 183 نسمة في عام 2004 حسب إحصاء المكتب المركزي للإحصاء.